# Underwater (film)
Pour les articles homonymes, voir Underwater (homonymie).
Pour plus de détails, voir Fiche technique et Distribution.
Underwater ou Sous pression au Québec est un film catastrophe horrifique américain réalisé par William Eubank et sorti en 2020.
Kristen Stewart y incarne Norah Price, une jeune femme employée au sein d'une station sous-marine située dans la fosse des Mariannes. Après ce qui semble être un séisme, la base est quasiment désintégrée. Norah Price parvient à se réfugier dans une zone protégée avec quelques surivants : l'expérimenté capitaine W. Lucien, le déjanté Paul Abel, l'étudiante en biologie marine Emily Haversham, son petit-ami ingénieur forage Liam Smith ainsi que le responsable système Rodrigo Nagenda. Piégés à plus de 10 000 mètres de profondeur, ils vont devoir survivre et tout tenter pour remonter à la surface. En plus de l'eau, ils vont affronter de mystérieuses créatures.
À sa sortie, le film reçoit des critiques mitigées et est un échec au box-office.

## Synopsis
En 2050, au fin fond de la fosse des Mariannes (endroit le plus profond de la croûte terrestre), Norah Price est employée par la société Tian Industries dans la station sous-marine Kepler 822. Après ce qui semble être un séisme, elle donne l'alerte. De violentes secousses ébranlent la section où elle se trouve.
Rodrigo Nagenda parvient à la rejoindre vers un sas protégé et après cette première secousse, les deux survivants décident d'aller vers l'emplacement des capsules de secours. En chemin, ils croisent et dégagent des décombres le déjanté Paul Abel avant de finalement arriver à leur destination, pour trouver le capitaine Lucien qui a eu le temps de déployer toutes les capsules de sauvetage pour aider la majorité du personnel ayant survécu.
L'équipage rejoint alors une station de contrôle où la biologiste Emily Haversham et son petit ami Liam Smith tentent sans succès de contacter la surface afin de rapporter l'incident. Lucien suggère alors aux survivants d'enfiler des scaphandres pressurisés et de marcher pour atteindre la station de forage Roebuck. Malheureusement, tandis qu'ils descendent dans l'eau via un ascenseur, le casque de Nagenda se révèle défaillant et la pression fait imploser le pauvre homme sous les yeux horrifiés de ses collègues. Les survivants perçoivent ensuite un signal de détresse d'une capsule de sauvetage piégée. Lucien, optimiste à l'idée de retrouver d'éventuels survivants, envoie Abel et Smith enquêter, seulement pour découvrir que la capsule a été déchirée de l'extérieur. Au beau milieu de ce capharnaüm, Paul trouve un cadavre mais se fait attaquer par une petite créature étrange.
Liam a le réflexe de tuer la créature et de la ramener. Haversham s'aperçoit alors qu'ils viennent de découvrir une nouvelle espèce animale encore jamais répertoriée auparavant. Les cinq survivants partent en route pour de bon mais la station déjà endommagée explose. Liam est percuté par des débris mais Lucien et Norah parviennent à le sauver. Le groupe accède ensuite via un tunnel à la station Midpoint. Tandis qu'ils traversent un tunnel sous-marin causé par des décombres, Paul est attaqué par une créature inconnue qui l'entraîne sous l'eau avant de l'extirper de force de son scaphandre et de le tuer.
On apprend plus tard que la cartouche d'oxygène de Smith a été endommagée et oblige ce dernier à respirer des vapeurs nuisibles à sa santé mais les trois autres survivants refusent de le laisser pour mort et l'aident à marcher lorsqu'ils se remettent en route, quitte à le traîner sur le plancher océanique s'il le faut. Et comme un malheur n'arrive jamais seul, un monstre marin d'apparence vaguement humanoïde s'en prend à Smith et l'entraîne vers une petite caverne mais ce dernier est extirpé par le capitaine Lucien qui se fait à son tour attaquer. Norah Price est également prise à partie lorsque la créature les entraîne, elle et Lucien, vers le haut, provoquant un changement brutal de pression. Le capitaine fait décrocher Norah et se sacrifie pour la sauver.
L'attaque de la créature marine a toutefois séparé Norah de Haversham et Smith, ce qui la conduit à faire une halte dans une station minière abandonnée où elle change alors de scaphandre, non sans avoir découvert que la fille de Lucien (que ce dernier mentionnait avant de quitter Kepler 822) est décédée avant les événements du film. Elle se remet en route pour la station Roebuck et retrouve Haversham qui traîne un Smith épuisé avant de les aider. Mais en entrant dans la station, ils découvrent avec horreur un nid de monstres humanoïdes et un petit groupe d'entre eux qui sommeillent au plafond. Alors qu'ils se fraient un chemin, une alarme indique que Haversham est bientôt à court d'oxygène, ce qui réveille un des monstres. Norah permet à Emily et Liam de fuir tandis que la créature fraîchement réveillée malmène Norah avant de tenter de l'avaler la tête la première. Au dernier moment, Norah utilise un pistolet à fusée de détresse pour tuer le monstre de l'intérieur et s'extirper de son cadavre. Tandis que Haversham aide Norah à se remettre, les créatures de plus en plus nombreuses, se regroupent.
Mais avant que les créatures ne passent une nouvelle fois à l'attaque, un monstre encore plus gros (Cthulhu si l'on en croit les dires de William Eubank) surgit et commence à saccager la station. Le trio de survivants trouve trois capsules de sauvetage. Deux seulement sont fonctionnelles. Après avoir installé Liam, affaibli mais toujours vivant, dans la première capsule, Price choisit de convaincre Haversham de prendre la dernière capsule fonctionnelle. Tandis que l'immense créature marine fait des ravages, les autres créatures se dirigent vers les capsules dans l'optique de les détruire. Norah, se sentant condamnée, augmente le niveau d'énergie dans les réacteurs de la station et provoque l'explosion de celle-ci, la déflagration semblant tuer toutes les créatures, y compris le gigantesque monstre qui commençait tout juste à s'extirper de la station.
Finalement, des articles de journaux rapportent les tentatives de Tian Industries visant à pousser les deux seuls survivants de cet incident au silence. La compagnie entend également reprendre ses travaux de forage sous-marin.

## Fiche technique
Sauf indication contraire, les informations mentionnées dans cette section peuvent être confirmées par la base de données cinématographiques IMDb,  présente dans la section « Liens externes ».
- Titre original et français : Underwater
- Titre québécois : Sous pression
- Réalisation : William Eubank
- Scénario : Adam Cozad et Brian Duffield, d’après une histoire de Brian Duffield
- Musique : Marco Beltrami et Brandon Roberts
- Costumes : Dorotka Sapinska
- Direction artistique : Naaman Marshall
- Décors : Ravi Bansal, Kelly Curley, Erik Osusky, Scott Plauche et Loic Zimmermann
- Photographie : Bojan Bazelli
- Montage : Brian Berdan et Todd E. Miller
- Production : Peter Chernin, Tonia Davis et Jenno Topping (en)

Production déléguée : Kevin Halloran
- Sociétés de production : Chernin Entertainment, avec la participation de 20th Century Fox et TSG Entertainment
- Sociétés de distribution : 20th Century Fox (États-Unis), Walt Disney Studios Distribution (France)
- Pays de production :  États-Unis
- Langue originale : anglais
- Format : couleur
- Genre : catastrophe, horreur, science-fiction
- Durée : 95 minutes
- Dates de sortie :
  - France : 8 janvier 2020
  - États-Unis : 10 janvier 2020
- Interdit aux moins de 12 ans lors de sa sortie en France

## Distribution
- Kristen Stewart (VF : Noémie Orphelin ; VQ : Annie Girard) : Norah Price
- Vincent Cassel (VF et VQ : lui-même) : le capitaine W. Lucien
- T. J. Miller (VF : Daniel Lafourcade ; VQ : Alexis Lefebvre) : Paul Abel
- Jessica Henwick (VF : Sophie Chen ; VQ : Jessica Léveillée-Lemay) : Emily Haversham
- Mamoudou Athie (VF : Xavier Thiam ; VQ : Iannicko N'Doua) : Rodrigo Nagenda
- John Gallagher Jr. (VF : Damien Ferrette ; VQ : Nicolas Bacon) : Liam Smith
- Gunner Wright : Lee Miller

 Source et légende : version française (VF) sur RS Doublage. version québécoise (VQ) sur Doublage Québec

## Production

### Attribution des rôles
Le 22 février 2017, il a été annoncé que Kristen Stewart serait l’actrice principale du film, réalisé par William Eubank sous le scénario de Brian Duffield. Il s'est avéré que le tournage commencerait en mars 2017. Adam Cozad est ensuite engagé pour retravailler le script de Brian Duffield. Adam Cozad révèle s'être inspiré d'Alien (1979) de Ridley Scott, mais aussi de sa suite pleine réalisée par James Cameron, Aliens, le retour (1986).
Le 7 mars 2017, T. J. Miller et Jessica Henwick se joignent à l’actrice.
Le 5 avril 2017, pendant le tournage, Vincent Cassel et Mamoudou Athie sont engagés. Le jour suivant, John Gallagher Jr. est embauché
En mai 2017, à la fin du tournage, il est révélé que Gunner Wright joue dans le film.

### Tournage
Le tournage a lieu en avril 2017 en studio à La Nouvelle-Orléans.
Pour la plupart des scènes sous-marines, l'équipe des effets spéciaux a recours à la technique dite du dry-for-wet (« sec à la place d'humide ») avec des éclairages spécifiques et de la fumée pour recréer la sensation de mouvements aquatiques. Des effets spéciaux numériques seront ensuite ajoutés.

## Sortie et accueil

### Date de sortie
Tourné en 2017, le film ne sort que début 2020. Sa sortie a été fortement repoussée par l'acquisition de 21st Century Fox par Disney en mars 2019.

### Accueil critique
Le film reçoit des critiques mitigées. Sur l'agrégateur américain Rotten Tomatoes, il récolte 48% d'opinions favorables pour 223 critiques et une note moyenne de 5,3⁄10. Sur Metacritic, il obtient une note moyenne de 48⁄100 pour 37 critiques.
En France, le film obtient une note moyenne de 2,5⁄5 sur le site AlloCiné, qui recense 11 titres de presse. Du côté des avis positifs, Geoffrey Crété du site Écran Large écrit notamment « Gros plaisir que cette série B friquée, construite comme un long tunnel asphyxiant et cauchemardesque. Les ficelles sont connues, les inspirations, évidentes, mais Underwater est mené avec suffisamment d'habileté et savoir-faire pour offrir un ride horrifique hautement recommandé aux amateurs du genre ». Dans 20 Minutes, Caroline Vié écrit quant à elle « ce petit film d’horreur fait passer de joyeux frissons en confrontant les héros à des créatures pas vraiment amicales ».
Du côtés des critiques négatives, Murielle Joudet du Monde écrit « le récit avance avec l’énergie du jump scare dont il use jusqu’à l’indigestion, alourdi encore de messages – écolo, féministe et autres considérations psychologiques dispensables… ». Dans Le Parisien, Renaud Baronian pense que « le film ne tient pas ses promesses : pâle copie du Abyss de James Cameron (1989), il tourne, après un début assez anxiogène, à la série Z archi-revue ». Nathalie Chifflet du Dauphiné libéré trouve quant à elle d'autres ressemblances avec un autre film de science-fiction : « Kristen Stewart est un clone de Sigourney Weaver quand elle était crâne rasé dans Alien 3. Elle est vaillante, courageuse, charismatique, mais elle ne réussit pas à faire remonter à la surface cette superproduction... qui fait plouf ».
L'Obs n'a pas beaucoup aimé le film : « C’est de la bonne vieille série B. Dans une plateforme de forage, coulée à plus de 10 000 mètres et alimentée par un réacteur atomique, tout va mal. »

### Box-office
| Pays ou région    | Box-office      | Date d'arrêt du box-office | Nombre de semaines |
| ----------------- | --------------- | -------------------------- | ------------------ |
| États-Unis Canada | 17 291 078 $    | 12 mars 2020               | 9                  |
| France            | 319 390 entrées | 11 février 2020            | 5                  |
| Total mondial     | 40 882 928 $    | -                          | -                  |